# Soundbar
Eine Soundbar ist eine Alternative zur herkömmlichen Surround-Sound-Anlage, indem sie den Raumklang mit einer einzelnen Lautsprecherbox, in Form einer Stange (engl. Bar=Riegel) mit rechteckigem Querschnitt, mittels akustischen und elektronischen Effekten imitiert. Sie wird in der Regel mit einem separaten Subwoofer vertrieben, da aufgrund der Form der Soundbar nicht genug Volumen für tiefe Bässe vorhanden ist.

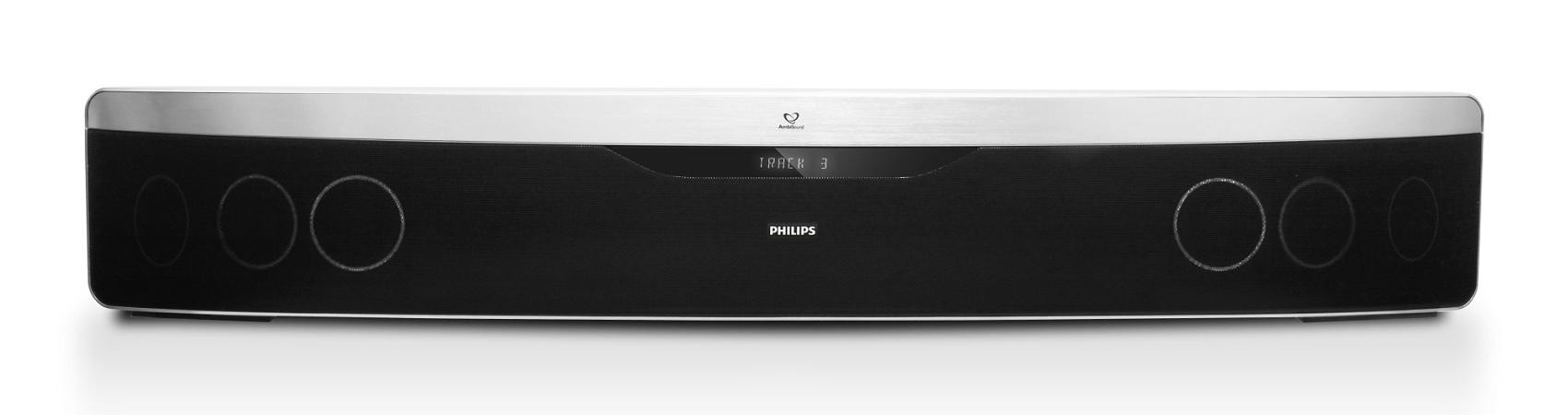
Soundbar Philips HTS9140

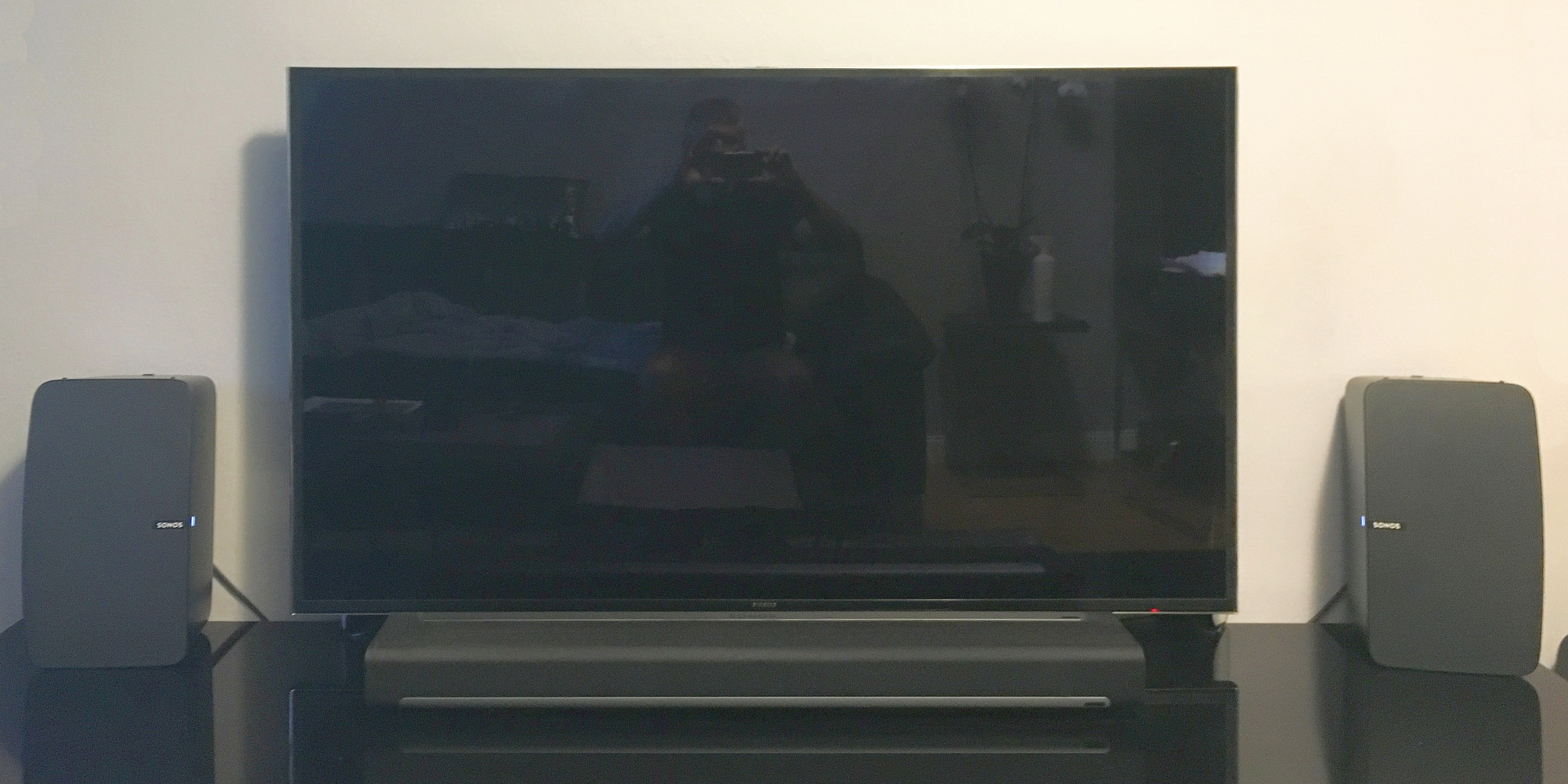
55-Zoll-Fernseher mit einer Soundbar von Sonos und zwei zusätzlichen Lautsprechern

## Entwicklung
Die Entwicklung der heutigen Soundbars hat ihren Ursprung in den sogenannten „LCR Soundbars“. LCR leitet sich aus den Begriffen „Left“, „Center“ und „Right“ ab, da in dieser Urversion bereits drei verschiedene Lautsprecherabschnitte in Form eines langen Riegels verarbeitet waren und somit ein räumlicher Effekt erzielt werden konnte. LCR Soundbars sind jedoch passive Lautsprecher und benötigen daher einen separaten Verstärker.
Im Jahre 1998 wurde eines der ersten Mehrkanal-Soundbar-Systeme auf den Markt gebracht, das „Voice of the Digital Theatre“ oder auch „ADA106“ des Herstellers Altec Lansing. Mit ihm erhielt man ein zweiteiliges System, bestehend aus Soundbar und Subwoofer. Seither haben sich Soundbars der technischen Entwicklung angepasst: Kabellose Verbindung zwischen Soundbar und Subwoofer, Verbindung über Bluetooth oder Near Field Communication mit Smartphone oder Tablet sowie automatische Anpassung des Klangfeldes mittels integrierter Mikrofone waren Teil der Entwicklung der letzten Jahre.

## Bauarten

### Soundbar
Die klassische Soundbar ist eine langgezogene, liegende Lautsprechereinheit mit sehr geringer Bautiefe, um problemlos unterhalb oder oberhalb eines auf einem Fuß stehenden oder an der Wand hängenden Flachbildfernsehers Platz zu finden. Aufgrund des kleinen Gehäusevolumens ist in den meisten Soundbar-Sets ein externer Subwoofer enthalten, um ausreichenden Bassklang erzeugen zu können. Der Subwoofer ist heute oft drahtlos per Bluetooth mit der Soundbar verbunden, es gibt aber auch verkabelte Lösungen.

### Soundplate

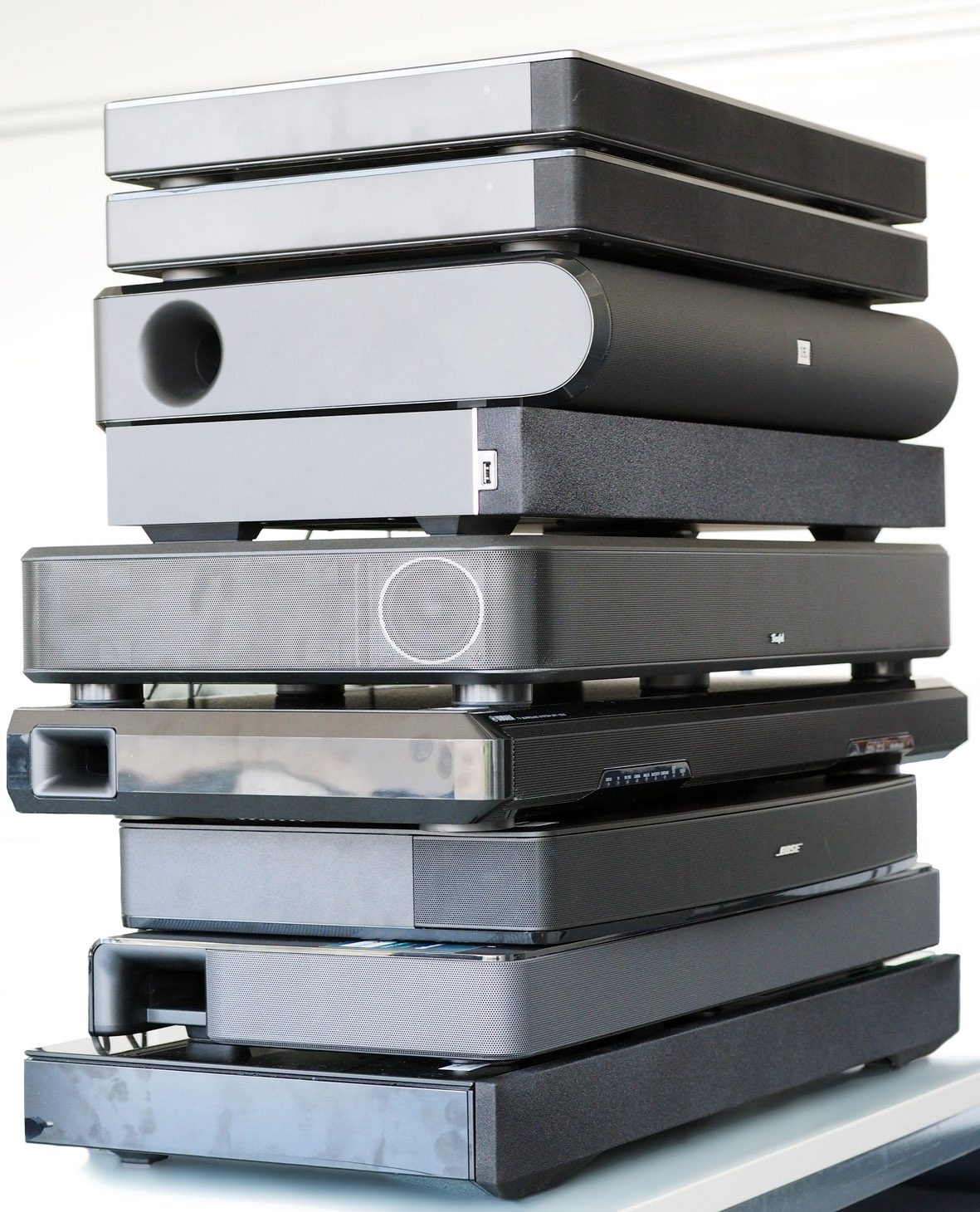
Neun Soundplates von verschiedenen Anbietern

Soundplates (auch „Soundbases“, „Sounddecks“) bilden eine Unterkategorie der Soundbars und haben eine deutlich größere Bautiefe. Dies liegt daran, dass hier die Subwoofer bereits in Form von sogenannten „Downfiring-Bässen“ im Gehäuse integriert sind. Die größere Auflagefläche ermöglicht zudem das Positionieren des Flachbildfernsehers direkt auf dem Gehäuse. Soundplates können daher anders als Soundbars nicht an der Wand installiert werden.

## Anwendungsbereich
Soundbars stellen eine einfache Alternative zu herkömmlichen Surround-Systemen dar. Die Geräte können den Klang von Fernsehern deutlich verbessern, indem sie über die HDMI-Schnittstelle oder über eine digitale optische Verbindung mit einem Lichtwellenleiter (TOSLINK) angeschlossen werden. Allerdings können sie keinen echten Raumklang bieten, da es keine aktiven Schallquellen neben oder hinter dem Hörer gibt. Zudem gilt hier wie in der Stereofonie, dass für eine natürliche Wiedergabe eine minimale Basisbreite nicht unterschritten werden sollte, was aufgrund der gegebenen Gerätemaße nicht möglich ist.
Ein Vorteil liegt vor allem in der Platzersparnis und der benutzerfreundlicheren Installation, da hier aufgrund der Ein-Lautsprecher-Lösung das Verlegen von meterlangen Kabeln zu Front-, Rear- und Center-Lautsprechern wegfällt. Außerdem entsprechen Soundbars in ihrer Länge etwa der Breite von Flachbildfernsehern und fallen damit nur wenig auf.
Über die Bluetooth-Schnittstelle kann der Klang auch von Smartphones oder Tablet-PCs zugespielt werden. Viele Wiedergabegeräte verfügen über einen USB-Eingang, an den zur Wiedergabe von Audiodateien USB-Massenspeicher angeschlossen werden können. Zunehmend gibt es auch Wiedergabegeräte, die mit einer WLAN-Schnittstelle ausgestattet sind, die die Wiedergabe von Audiostreams von einem Soundserver erlaubt.

## Wirkungsprinzip
Eine Soundbar soll eine Heimkino-Anlage ersetzen, indem sie den Eindruck von Surround-Klang nachahmt. Man spricht hier von virtuellem Surround-Sound oder Virtual Surround, da man real nicht von Lautsprechern umgeben ist, sondern nur einen einzelnen Lautsprecher vor sich hat. Durch ausgefeilte technische Features wie Dolby Pro Logic, DTS oder Virtual Dolby Surround wird dem Hörer eine räumliche Klangkulisse vermittelt, die jedoch nur bedingt an die eines 5.1- oder 7.1-Systems heranreicht, was dem physikalischen Fehlen separater Lautsprecherboxen zu schulden ist.
Zur Erzeugung räumlicher Tiefe wird das Stereopanorama wegen der geringen Basisbreite sehr stark gespreizt. Die wandnahe Aufstellung und der Raum hinter dem Fernseher werden dazu genutzt, Kammfiltereffekte zu erzeugen, welche auch Satellitensystemen ihren Raum-Klang verleihen.